# Eduardo Campos
Eduardo Henrique Accioly Campos (Recife, 10 de agosto de 1965 - Santos, 13 de agosto de 2014) fue un político brasileño afiliado al PSB. Eduardo Campos se graduó en Economía en la Universidad Federal de Pernambuco (UFPE).
Fue  diputado estatal de Pernambuco de 1991 a 1995 y diputado federal desde 1999 hasta 2007. Ese mismo año tomó posesión del cargo de gobernador de Pernambuco. 
Durante el gobierno de Lula fue Ministro de Ciencia y Tecnología.
Ganó las elecciones para ser gobernador en la segunda vuelta con el 65 % de los votos, quedando por delante de Mendonça Filho, el antiguo gobernador. El 3 de octubre de 2010 fue reelecto para un nuevo período, en la primera vuelta, con el 82,8 % de los votos. Falleció en un accidente aéreo el 13 de agosto de 2014 siendo candidato para las elecciones presidenciales del 5 de octubre por el PSB.

## Política
Eduardo Campos comenzó en la política aún en la universidad, desde cuando fue elegido Presidente de la Junta  Académica  de  la  Facultad  de  Economía.  En 1986, Eduardo Campos cambió la oportunidad de hacer  una  maestría  en  los Estados Unidos  para  poder  participar  en la campaña que eligió al  abuelo Miguel Arraes como gobernador de Pernambuco. Con la elección de Arraes en 1987, trabajó como jefe de la oficina del gobernador. En este período fue responsable por la creación de la primera Secretaría de Ciencia y Tecnología del  Nordeste y de la Fundación de Amparo a la Ciencia y Tecnología de Pernambuco (FACEPE).

### Asamblea Legislativa
Eduardo Campos se afilió al Partido Socialista Brasileño (PSB) en 1990. Ese mismo año fue elegido diputado estatal y conquistó el Premio León del Norte otorgado por la Asamblea Legislativa del Estado de Pernambuco a los parlamentarios más actuantes.

### Congreso Nacional
En 1994 fue elegido diputado federal con 133 mil votos. Solicitó licencia temporaria de sus servicios para unirse al gobierno de Miguel Arraes como secretario de Gobierno y secretario del Ministerio de  Hacienda entre 1995 y 1998. En este último año volvió  a disputar un nuevo mandato como diputado Federal y alcanzó una cifra récord de 173.657 votos - la más alta votación en el Estado.
En 2002, actuando por tercera vez en el Congreso Nacional, Eduardo Campos fue el organizador del gobierno Lula en las reformas de Seguridad Social y Fiscalización. Durante tres años consecutivos estuvo en la lista del Departamento Consultivo Parlamentar  (DCP) y considerado entre las 100 personas más influyentes del Congreso.

### Ministerio de Ciencia y Tecnología
Eduardo Campos en 2004, asumió el cargo  como Ministro de Ciencia y Tecnología - el miembro de menor edad de entre los nominados en el  primer mandato del presidente Lula. Durante su gestión, el Ministerio reelaboró la planificación estratégica y revisó el programa espacial y nuclear de Brasil.
La acción que más impactó durante el paso de Eduardo Campos por el Ministerio, fue la aprobación del programa de seguridad de la biotecnología, que permite el uso de células madre embrionarias para fines de investigación y de pesquisa transgénica. También consiguió la aprobación unánime en el Congreso de la Ley de Innovación Tecnológica, que la ubica en el marco regulativo entre empresas, universidades e instituciones de pesquisa. Otra acción importante conseguida, que ocupaba un lugar de orden prioritario en los proyectos del mandatario fue la creación de la Olimpiada Matemática en las Escuelas Públicas de Brasil – y fue considerada la mayor Olimpiada de Matemáticas del mundo, en número de participantes.

### Presidencia del Partido Socialista Brasileño
En 2005, Eduardo Campos asumió el cargo como Presidente Nacional del Partido Socialista Brasileño (PSB).  A principios de 2006, se licenció temporalmente de la Presidencia Nacional del partido para participar de la elección para Gobernador de Pernambuco, representando al Frente Popular. En 2011, fue nuevamente elegido presidente del partido, mandato hasta 2014.

### Gobierno de Pernambuco
Eduardo Campos se lanzó como candidato al Gobierno de Pernambuco en 2006. El socialista, que comenzó la disputa en tercer lugar en las encuestas, fue elegido con más del 60% de los votos emitidos para gobernador en un segundo turno. Con el gobierno de alta calificación y gran popularidad, Eduardo Campos se postuló para la reelección en 2010. Al igual que en 2007, con el apoyo del entonces presidente Lula. Eduardo Campos fue reelecto, esta vez como el gobernador mejor votado de Brasil: más del 80% de los votos válidos en la primera ronda, derrotando al entonces Senador Jarbas  Vasconcelos.

### Programa de Alianza PSB - Red de Sostenibilidad
Eduardo Campos, anunció en octubre de 2013, la alianza programática con la Red Sostenibilidad, de la exsenadora y exministra de Medio Ambiente del Gobierno de Lula, Marina Silva, que tuvo el pedido de su nuevo partido negado por el Tribunal Superior Electoral (TSE). En abril de 2014 fue anunciada la precandidatura de Eduardo Campos a la presidencia de Brasil, con Marina Silva como vice.

## La gestión de Eduardo Campos
Eduardo Campos ocupó el Gobierno de Pernambuco durante siete años (2007-2014). Durante este período, su gestión fue reconocida por varias organizaciones y obtuvo premios internacionales. En 2012, el gobierno de Pernambuco ganó dos de las cinco categorías del premio de las Organizaciones de las Naciones Unidas de Servicio Público (UNPSA) - la de Participación Popular en la Gestión de Gobierno, con los Seminarios Todos por Pernambuco y la categoría y Promoción de la Inclusión de Género en Servicios Públicos con el proyecto “Sombrero de Paja Mujer” (“Chapéu de Palha Mulher”). El premio fue dado en Nueva York (EE. UU.), en una ceremonia formal en la sede de la ONU coordinados por el presidente de la Asamblea General, Nassir Abdulaziz Al-Nasser.
En la seguridad pública disminuyeron  los niveles de violencia con la implantación del programa Pacto para la Vida. El número de homicidios en el estado cayó 39,10 % desde el comienzo del programa. La reducción también se produjo en delitos como robos y hurtos. Entre 2007 y 2013 hubo una disminución de 30,3% de este tipo de delito en el estado. Las tasas positivas del Pacto por la Vida también fueron reconocidas internacionalmente. En 2013, el proyecto recibió en Washington D. C., capital de los Estados Unidos, el premio Gobierno Seguro: Buenas prácticas en la Prevención del Crimen y la Violencia. En la misma ceremonia, celebrada en dependencias del Banco Interamericano de Desarrollo (BID), Eduardo Campos recibió el Premio Gobernante: El Arte del Buen Gobierno.
Durante la gestión de Eduardo Campos, el estado de Pernambuco creció arriba de la media nacional (3,5% en 2009) y las inversiones de capital fueron más de dos mil cuatrocientos millones de Reales (R$) en 2009 - contra el promedio histórico de R$ 600 millones por año.
En el ámbito de la Salud Pública se construyeron tres nuevos hospitales en la Región Metropolitana de Recife y 14 Unidades de Cuidados de Emergencia (PSU), además de ampliar el número de camas de UTI y UCI (Unidades de tratamiento de enfermedades graves). Entre 2006 y 2013, Pernambuco se destacó como el estado del noroeste de Brasil con el mayor índice en años de esperanza de vida (3,72 años), superior a la media regional. También hubo una reducción de 9.6 % en el índice de mortalidad por motivos superfluos. En 2011, Pernambuco llega a la media nacional en relación con la mortalidad infantil, reduciendo en un 47,5 % su coeficiente de actuación.
En lo relacionado con la Educación Pública entre 2007 y 2011, Pernambuco registró un crecimiento de 14,8 % en el Índice de Desarrollo de la Educación Básica – (IDEB). El número es más del doble superior al índice medio nacional de 6,2 %. Los estudiantes de las Escuelas Técnicas Pernambucanas mostraron un promedio  de  rendimiento del 47% superior en comparación con los estudiantes de otras partes de Brasil, como São Paulo y Santa Catarina, según el Instituto Nacional de Estudios Pedagógicos (INEP).

## Biografía
Nacido en Recife, la  capital  del estado de Pernambuco, en el nordeste de Brasil; Eduardo Campos se graduó en Economía en la Universidad Federal de Pernambuco (UFPE). Pasó por el examen  de ingreso a esta institución a los 16 años, completó la universidad a los 20 como alumno laureado y mejor estudiante. Nieto del también político Miguel Arraes, que en 1979 volvió a Brasil después  de 15 años en el exilio, Eduardo desde muy temprano coexistió con los nombres emblemáticos de la política local y nacional.
Eduardo fue hijo del poeta, novelista y cronista Maximiano Campos y de la exdiputada Federal y actual Ministra del Tribunal de Cuentas, Ana Arraes. Casado con Renata Campos de Andrade Lima, compañera desde los tiempos de la adolescencia, tenía cinco hijos: Maria Eduarda, João Henrique, Pedro Henrique, José Henrique y su hijo menor  Miguel, nacido en 2014 y que lleva el nombre del bisabuelo.
Falleció en un accidente aéreo el 13 de agosto de 2014.